# L'uomo senza tramonto
L'uomo senza tramonto (Cette vieille canaille) è un film del 1933 diretto da Anatole Litvak.